# Clansman (Schiff)
Die Clansman ist eine Ro-Pax-Fähre der Reederei CalMac Ferries. Das Schiff gehört Caledonian Maritime Assets in Port Glasgow, die es auch bereedern. Eingesetzt wird das Schiff von CalMac Ferries im Liniendienst zwischen Oban und Castlebay auf der Insel Barra bzw. Lochboisdale auf der Insel South Uist sowie zwischen Oban und Arinagour auf der Insel Coll und Scarinish auf der Insel Tiree. Neben der Clansman wird auf den beiden Strecken auch die Lord of the Isles eingesetzt.

## Geschichte
Das Schiff wurde unter der Baunummer 174 von Appledore Shipbuilders gebaut. Die Kiellegung des Schiffes fand am 19. Juni 1997, der Stapellauf am 27. März 1998 statt. Die Fertigstellung des Schiffes erfolgte am 21. Juni 1998. Am 4. Juli 1998 wurde es in Dienst gestellt. Es ersetzte die Lord of the Isles, die anschließend auf einer anderen Strecke eingesetzt wurde, bevor sie seit 2003 wieder von Oban aus eingesetzt wird.

## Technische Daten und Ausstattung
Das Schiff wird von zwei Viertakt-Achtzylinder-Dieselmotoren des Typs MaK 8M32 mit jeweils 3.840 kW Leistung angetrieben. Die Motoren wirken über Untersetzungsgetriebe auf zwei Verstellpropeller mit Becker-Ruder. Die Dienstgeschwindigkeit des Schiffes beträgt rund 16 kn. Das Schiff ist mit zwei elektrisch angetriebenen Ulstein-Bugstrahlrudern mit jeweils 450 kW Leistung ausgestattet.
Für die Stromerzeugung stehen zwei Stamford-Wellengeneratoren zur Verfügung, die von der Hauptmaschine mit jeweils 1.248 kW Leistung über eine Abtriebswelle angetrieben werden. Außerdem stehen drei Dieselgeneratorsätze zur Verfügung. Die Stamford-Generatoren werden von jeweils einem Viertakt-Sechszylinder-Dieselmotor des Herstellers Cummins (Typ KTA 1903M) mit jeweils 352 kW Leistung angetrieben.
Das Schiff verfügt über ein durchgehendes Fahrzeugdeck, auf dem 170 Spurmeter zur Verfügung stehen. Die Fähre kann auf dem Fahrzeugdeck 90 Pkw befördern. Zur Erhöhung der Fahrzeugkapazität befindet sich auf der Steuerbordseite ein zusätzliches, hydraulisch höhenverstellbares Deck, auf dem allerdings nur etwa zehn Pkw Platz finden. Das Fahrzeugdeck ist über eine Bug- und eine Heckrampe zugänglich. Vor der Bugrampe befindet sich ein Bugvisier, das nach oben geöffnet werden kann.
Das Fahrzeugdeck ist größtenteils mit den Decksaufbauten überbaut. Im hinteren Bereich ist es nach oben offen. Oberhalb des Fahrzeugdecks befinden sich drei Decks. Auf zwei dieser Decks, Deck 4 und 5, befinden sich Einrichtungen und Räume für die Passagiere, darunter ein Selbstbedienungsrestaurant, Ruhesessel und eine Lounge. Die beiden Passagierdecks haben im hinteren Bereich offene Decks mit Sitzgelegenheiten. Der offene Deckbereich des Decks 5 wurde 2003 nach hinten erweitert, um mehr Platz für die Passagiere zu schaffen. Dabei wurde der offene Deckbereich des Decks 4 vollständig überbaut. Er blieb zu den Seiten offen. Die Passagierkapazität des Schiffes beträgt 638 Personen. An Bord ist Platz für 32 Besatzungsmitglieder.